# NGC 7264
NGC 7264 је спирална галаксија у сазвежђу Гуштер која се налази на NGC листи објеката дубоког неба.
Деклинација објекта је + 36° 23' 13" а ректасцензија 22h 22m 13,5s. Привидна величина (магнитуда) објекта NGC 7264 износи 13,8 а фотографска магнитуда 14,6. Налази се на удаљености од 69,007 милиона парсека од Сунца. NGC 7264 је још познат и под ознакама UGC 12001, MCG 6-49-5, CGCG 514-14, IRAS 22200+3608, PGC 68658.